# Драган Андрески
Драган Ванче Андрески (на македонска литературна норма: Драган Андрески) е армейски офицер, генерал-лейтенант.

## Биография
Роден е през 1950 г. в кривогащанското село Обършани в семейството на Ванчо и Митра Андрески. Завършва основно образование в родното си село, а след това през 1969 г. гимназия в Битоля. През 1973 г. завършва артилерийски профил във Военните академия в Белград и Задар. Службата си започва като командир на взвод в Струмица. След това от 1974 г. е командир на батарея в същия полк. В периода 1975 – 1988 г. е последователно заместник-командир и командир на дивизион в Скопие. През 1985 г. завършва Команднощабната академия на Сухопътните войски на Югославската народна армия в Белград. От 1988 до 1990 г. е офицер и впоследствие заместник-началник на артилерията на корпус в Прищина. Между 1990 и 1991 г. е началник-щаб на артилерийска бригада, той и заместник-командир на бригадата във Враня. Командир на пехотна бригада, той и командир на казармата и гарнизона в Куманово (1992 – 1994). От 1994 до 1995 г. е началник на Оперативното отделение на първи армейско корпус на армията на Република Македония. През 1995 г. завършва Висша военна академия (генералщабна) в Истанбул. Между 1995 и 1996 г. е командир на гвардейска бригада, той и командир на казармата Илинден-Скопие. През 1996 г. е назначен за началник на Оперативното отделение на Генералния щаб на армията на Република Македония, като в същия момент е заместник на помощник-началника на Генералния щаб по бойната готовност и оперативните действия. В периода 1996 – 2000 г. е военен представител на Република Македония в Турция (пръв въобще за страната в чужбина). От 2000 до 2001 г. е командир на гранична бригада. Между 2001 и 2004 г. е началник на Г-3 в Генералния щаб на армията на Република Македония. От 2004 до 2008 г. е военен представител на Република Македония в Република Хърватска, Словения и Италия. Като в Хърватска е доайен на военно-дипломатическия корпус. Излиза в запаса през 2009 г. Между 2014 и 2015 г. е съветник по военно-дипломатическите въпроси на министъра на отбраната на Република Македония, а от 2015 г. е председател на сдружението „Клуб на генералите на Република Македония“.

## Военни звания
- подпоручик (1972)
- Поручик (1974), предсрочно
- Капитан (1976)
- Капитан 1 клас (1979)
- Майор (1983)
- Подполковник (1987)
- Полковник (1993), предсрочно
- Бригаден генерал (18 август 2000)(Указ №13)[2]
- Генерал-майор (2003)
- Генерал-лейтенант (2006)

## Награди
- Орден за военни заслуги със сребърни мечове 1975 година;
- Орден на Народната армия със сребърна звезда 1980 година;
- Орден за военни заслуги със златни мечове 1980 година;
- Орден на труда със сребърен венец 1984 година;
- Орден на Народната армия със златна звезда 1989 година.
- Орден „хърватския трилистник“, връчен от президента на Република Хърватска през 2008 година;
- Медал за принос към отбраната, връчен от министъра на отбраната на Словения през 2008 година;
- Награден е със Златна значка на АРМ за партньорство, координация и сътрудничество, връчена от началник на Генералния щаб на АРМ.

## Трудове
- „Пешадиска бригада во напад, општи, посебни и заеднички дејства и посебна проценка на артилериска и инженериска поддршка“ (написан като дипломна работа за завършване)
- „Положбата на македонскиот народ во Егејска Македонија меѓу двете светски војни и егзодусот по Втората светска војна“, (написан като дипломна работа за завършване на генералщабната школа).